# میمند بالا
میمند بالا، روستایی از توابع بخش مرکزی شهرستان بجستان در استان خراسان رضوی ایران است.

## جمعیت
این روستا در دهستان جزین قرار داشته و براساس سرشماری مرکز آمار ایران در سال ۱۳۸۵، جمعیت آن زیر سه خانوار بوده‌است.